# Sterslakken
Sterslakken (Onchidorididae) zijn een familie van in zee levende slakken. 

## Taxonomie
De familie kent de volgende geslachten:
- Acanthodoris Gray, 1850
- Adalaria Bergh, 1878
- Knoutsodonta Hallas & Gosliner, 2015
- Onchidoris Blainville, 1816
- Onchimira Martynov, Korshunova, N. Sanamyan & K. Sanamyan, 2009[1]